# Ferrera di Varese
Ferrera di Varese är en ort och kommun i provinsen Varese i regionen Lombardiet i Italien. Kommunen hade 709 invånare (2018).